# Пруденвил (Мичиген)
Пруденвил (енгл. Prudenville) насељено је место без административног статуса у америчкој савезној држави Мичиген.

## Демографија
По попису из 2010. године број становника је 1.682, што је 55 (-3,2%) становника мање него 2000. године.
| Група             | 2000.         | 2010.         |
| Белци             | 1.701 (97,9%) | 1.606 (95,5%) |
| Афроамериканци    | 2 (0,1%)      | 9 (0,5%)      |
| Азијати           | 2 (0,1%)      | 19 (1,1%)     |
| Хиспаноамериканци | 9 (0,5%)      | 23 (1,4%)     |
| Укупно            | 1.737         | 1.682         |